# Amométos
 (juillet 2017).
Amométos (en grec ancien ᾽Αμώμητος /Amômêtos) est un écrivain grec du IIIe siècle av. J.-C.. 

## Éléments biographiques
Son activité se situe entre le début de la domination lagide sur l’Égypte (-323) et l’époque de Callimaque (mort vers -240) qui le cite. Le nom d’Amométos est bien attesté à Cyrène, la patrie de Callimaque, et cela pourrait donner un indice quant à son origine.

## Œuvre
Il est l’auteur d’une Navigation depuis Memphis, un récit de voyage sur le Nil probablement utopique prétexte à diverses digressions et anecdotes merveilleuses, comme en écrivent ses contemporains Évhémère et Hécatée d'Abdère. Seuls quelques fragments ont survécu, où il évoque en particulier les Attacores, un peuple mythique de l’extrême nord du continent asiatique.